# SN 2016aps
SN 2016aps (ook bekend als PS16aqy en AT2016aps) is de helderste (30 november 2021) supernova/hypernova ooit geregistreerd. Naast de enorme hoeveelheid energie die vrijkwam, kwam een ongewoon groot deel van de energie vrij in de vorm van straling, waarschijnlijk als gevolg van de interactie tussen de supernova-ejecta en een eerder verdwenen gasschil.

## Overzicht
De gebeurtenis werd op 22 februari 2016 ontdekt door de Panoramic Survey Telescope en het Rapid Response System (Pan-STARRS) in Hawaï, met waarnemingen daarna door de Hubble-ruimtetelescoop. De supernova had een hoge roodverschuiving die duidt op een afstand van 3,6 miljard lichtjaar. Het stelsel bevindt zich in het sterrenbeeld Draak. De maximale schijnbare magnitude was 18,11, de bijbehorende absolute magnitude -22,35.
De ster heeft naar schatting ten minste 50 tot 100 zonsmassa's gehad. Het spectrum van SN 2016aps onthulde aanzienlijke hoeveelheden waterstof, wat onverwacht is voor supernovae van dit type, die gewoonlijk plaatsvinden nadat de kernfusie de meeste waterstof van de ster heeft verbruikt en de sterren de resterende waterstofatmosfeer hebben afgestoten. Dit bracht onderzoekers tot de theorie dat de moederster pas kort voor de gebeurtenis ontstond uit de fusie van twee zeer grote sterren.